# نلسون پریرا دوس سانتوش
نلسون پریرا دوس سانتوش (پرتغالی: Nelson Pereira dos Santos؛ ۲۲ اکتبر ۱۹۲۸ – ۲۱ آوریل ۲۰۱۸) یک کارگردان فیلم اهل برزیل بود.
از فیلم‌ها یا مجموعه‌های تلویزیونی که وی در آن‌ها نقش داشته است می‌توان به موسیقی به روایت آنتونیو کارلوس ژوبیم اشاره نمود.